# Idioma leco
El leco o leko es una lengua, poco conocida, hablada originalmente en una parte remota de los Andes orientales de Bolivia y actualmente prácticamente extinta.
Desde la promulgación del decreto supremo N.º 25894 el 11 de septiembre de 2000 el leco es una de las lenguas indígenas oficiales de Bolivia, lo que fue incluido en la Constitución Política al ser promulgada el 7 de febrero de 2009.

## Aspectos históricos, sociales y culturales

### Historia
Aparte de unas breves listas de vocabulario, el principal documento por el cual el leko es conocido es una doctrina cristiana compilada por el misionero Andrés Herrero, a principios del siglo XIX. Dicha doctrina fue publicada por Lafone Quevedo (1905), que la usó como fuente para hacer una descripción gramatical de la lengua. Dicha obra fue virtualmente el único documento disponible sobre el leko, hasta que el lingüista Simon van de Kerke (1994) localizó a algunos hablantes de la lengua y compiló algunos datos adicionales que ampliaron el análisis de Quevedo.

### Uso y distribución
En Grimes (1988), el leko se clasifica como una lengua aislada y se considera extinguida. Sin embargo, Montaño Aragón (1987), localizó algunos hablantes de la lengua en la región de Atén y en Apolo en la provincia boliviana de Franz Tamayo (Departamento de La Paz) y a lo largo del río Mapiri en la provincia de Larecaja (situada también en el Departamento de La Paz).
Algunos hablantes fueron relocalizados por van de Kerke (1994-97). Estos hablantes, en su mayoría hombres, superaban los 50 años de edad y no usaban habitualmente la lengua desde hacía mucho. Van de Kerke informa que los hablantes no se sienten suficientemente seguros como para entablar espontáneamente una conversación en leko.

## Descripción lingüística

### Inventario fonológico
En lo que respecta al inventario fonológico, se puede señalar lo siguiente, basándose en un libro de Simon Van De Kerke del año 2009, en las páginas 289 a 291. Lo que se muestra entre ⟨⟩ es la ortografía romanizada. Lo que si muestra sin ⟨⟩ es la trascripción fonética. El Leko presenta el siguiente sistema de sonidos consonantales (en las celdas, a nuestra siniestra, las consonantes carecen de vocificación/son sordas; y a la diestra , las consonantes tienen vocificación/son sonoras): 
|             |                        | Bilabiales  | Dentales    | Alveolares  | Palatales | Velares | Glotal |
| ----------- | ---------------------- | ----------- | ----------- | ----------- | --------- | ------- | ------ |
| Oclusivas   | Simples                | p ⟨p⟩ b ⟨b⟩ | t̪ ⟨t⟩ d̪ ⟨d⟩ |             |           | k ⟨c~k⟩ |        |
| Oclusivas   | Aspiradas              | pʰ ⟨ph⟩     | t̪ʰ ⟨th⟩     |             |           | kʰ ⟨kh⟩ |        |
| Oclusivas   | Glotalizadas/Eyectivas | p’ ⟨p'⟩     | t̪’ ⟨t'⟩     |             |           | kʼ ⟨k'⟩ |        |
| Africadas   | Simples                |             |             | ʦ̺ ⟨ts⟩      | ʧ ⟨ch⟩    |         |        |
| Africadas   | Glotalizadas           |             |             | ʦ̺ʼ ⟨ts'⟩    | ʧ’ ⟨ch'⟩  |         |        |
| Fricativas  | Fricativas             |             |             | s̺ ⟨s⟩ z̺ ⟨z⟩ |           |         | h ⟨h⟩  |
| Nasales     | Nasales                | m ⟨m⟩       | n̪ ⟨n⟩       |             | ŋ ⟨ng⟩    |         |        |
| Laterales   | Laterales              |             | l̪ ⟨l⟩       |             |           |         |        |
| Vibrantes   | Simples                |             |             | ɾ ⟨r⟩       |           |         |        |
| Vibrantes   | Múltiples              |             |             |             |           |         |        |
| Semivocales | Semivocales            | w ⟨w⟩       |             |             | j ⟨y⟩     |         |        |

- El leko tiene, además, seis sonidos vocales: [ä], [e̞], [ɛ], [i], [o̞], [u], cada uno siendo romanizado así: a, e, è, i, o, u. La oposición entre las primeras cinco vocales se distingue fácilmente en los datos, pero la oposición entre [e̞] y [ɛ] sólo se encuentra en un número limitado de palabras, como p.ej. pele [ˈpe̞le̞] ‘balsa’ y pèlè [ˈpɛlɛ] ‘nombre de planta’.

### Léxico y clases de palabras
En cuanto al léxico y las clases de palabras en leko, se puede mencionar lo siguiente (van de Kerke, 2009: 293-297):
- En el leko, se distinguen cuatro categorías mayores de palabras: nombre, adjetivo, verbo y adverbio. La lengua presenta, además, un grupo de categorías menores: nombres de personas, pronombres personales, pronombres deícticos, numerales, pronombres interrogativos, etc.
- Los nombres se caracterizan morfosintácticamente por constituir el núcleo de una frase nominal y por admitir flexión de número y caso. Algunos nombres o sustantivos en leko son, por ejemplo, won ‘casa’, phose ‘hija’, etc.
- En cuanto a los pronombres, el leko distingue cuatro tipos: pronombres personales, como p.ej. era 'yo', iya 'tú', kibi 'él/ella'; pronombres demostrativos, como hoo ‘este, cerca al hablante’, on ‘ese, cerca al interlocutor’ e hino ‘aquel, lejos del hablante e interlocutor’; pronombres interrogativos, como p.ej. ha ‘quién’, u ‘qué’, nora ‘dónde’, y pronombres indefinidos, expresados a través de frases dubitativas, compuestas por un pronombre interrogativo y los sufijos -as ‘también’ y -ka ‘como’.
- El leko presenta un gran número de lexemas adjetivales, que se caracterizan por expresar cualidades de entidades. Así tenemos, por ejemplo, lais ‘bueno’, suma ‘pequeño’.
- El leko presenta un sistema numeral decimal, compuesto por las siguientes unidades: ber ‘uno’, toi ‘dos’, chai ‘tres’, dirai ‘cuatro’ y bercha ‘cinco’, berphahmo ‘seis’, toiphahmo ‘siete’, ch’aiphahmo ‘ocho’, berpila 'nueve' y beriki 'diez'. Nótese que para los números 6-8, se sigue un sistema sobre la base de cinco, así como en el aimara: 6 = 5 + 1, etc.
- El leko presenta un número restringido de lexemas adverbiales, como, por ejemplo: kumte ‘tarde’, ch’eka ‘ayer’, chika ‘muy’. Se distingue, además, un conjunto de posposiciones, que expresan locación y se combinan fácilmente con los marcadores de caso, como p.ej. hekor ‘afuera’, apor ‘cerca’, haz ‘abajo’.
- En cuanto a los verbos, estos se caracterizan por funcionar como núcleo de la frase verbal y recibir sufijos de flexión de tiempo y persona, además de presentar una serie de sufijos derivacionales. Aparte de los auxiliares nech y kach, el leko presenta verbos intransitivos, transitivos y ditransitivos. Una característica típica de esta lengua es la prestar mucha atención a la posición de los objetos. Ello se manifiesta, por ejemplo, en los siguientes verbos, los cuales combinan siempre un nombre que expresa una posición con el auxiliar kach ‘estar’: chelkach ‘estar echado por la mitad sobre un objeto’, lewakach ‘estar colgado’, chakach ‘estar sentado’, etc.

### Morfología
En cuanto a las características morfológicas del leko, se puede señalar lo siguiente (van de Kerke, 2009: 297-313):
- El leko es una lengua altamente aglutinante y que usa predominantemente sufijos.
- En cuanto a la morfología nominal, los nombres presentan flexión de número, a través del sufijo pluralizador -aya, como en choswai-tha-aya [mujer-DIM-PL] ‘mujercitas’, y flexión de caso, como p.ej. el genitivo -moki, que se usa con entidades alienables como kuchi 'perro' en yo-moki kuchi [1SG-GEN perro] ‘mi perro’; el dativo -(i)ki, que indica dirección o meta, como en (1); el locativo -ra o -te, que marca un complemento locativo o un locativo direccional, como en (2); el ablativo -rep / -bet, que indica el origen locativo, como en (3), etc.

| (1) | seneng-ki               | hu-ku-ate     | dulsi  |
|     | todos-DAT               | 3PL-dar-PAS.1 | bombón |
|     | ‘A todos di un bombón.’ |               |        |

| (2) | u                                                           | trabajo-ra  | chera    | abon-da-no-ne         | lamka-sich-ne    |
|     | qué                                                         | trabajo-LOC | nosotros | encontrar-FUT-NML-INT | trabajar-INF-TOP |
|     | ‘¿En qué trabajo vamos a encontrar trabajo (en el pueblo)?’ |             |          |                       |                  |

| (3) | lilwo                                                            | ubus-no-te    | lal-rep/lal wara-rep           |
|     | saltamontes                                                      | salir-NML-DCL | tierra-ABL/tierra interior-ABL |
|     | ‘El saltamontes sale de la tierra / desde adentro de la tierra.’ |               |                                |

- Los nombres pueden combinarse, además, con un conjunto de sufijos derivativos, como, por ejemplo, el diminutivo -tha, que además de combinarse con sustantivos, como en won-tha [casa-DIM] ‘casita’, se combina también con adjetivos, como se observa en (4). Otro sufijo derivativo que afecta a los nombres es el ‘delimitativo’ -beka, que expresa la idea de ‘nomás’, ‘solo’, como se observa en (5). El leko presenta, además, sufijos derivativos deverbativos (que derivan nombres a partir de verbos), como, por ejemplo, el infinitivizador -sich en (6), que deriva una forma infinitiva que funciona como el sujeto de una frase; y el agentivo -no, que forman nombres derivados que expresan un agentivo, tales como lamkas-no [trabajar-AG] ‘trabajador’.

| (4) | wesra                      | nos-tha-te    |
|     | Guanay                     | lejos-DIM-DCL |
|     | ‘Guanay es un poco lejos.’ |               |

| (5) | yo-phos-beka               | ho-ra    | t’e-no-te     |
|     | 1SG-hija-DEL               | este-LOC | vivir-NML-DCL |
|     | ‘Mi hija nomás vive aquí.’ |          |               |

| (6) | lamka-sich              | yu-gustas-in-te    |
|     | trabajar-INF            | 1.O-gustar-NEG-DCL |
|     | ‘No me gusta trabajar.’ |                    |

- En cuanto a la morfología verbal, los verbos presentan flexión de persona, que se realiza a través de sufijos que marcan la persona del sujeto y prefijos que marcan el objeto o el benefactivo/malefactivo, como se aprecia en (7):

| (7) | ya-ache-ki                                            | yo-moki | aycha | yin-k’o-a-ka-te        |
|     | 1SG-padre-GEN                                         | 1SG-GEN | carne | 1.BEN-comer-PF-AUX-DCL |
|     | ‘Mi papa me la ha comido mi carne.’ (yo no podía más) |         |       |                        |

- Como se observa en el cuadro 2, además de la flexión de persona, el verbo en leko se puede combinar con una serie de sufijos flexivos (que marcan, por ejemplo, distinciones de tipo aspectual-temporal). A manera de ejemplo, se muestra en (8) el uso del sufijo de conocimiento indirecto (CID) -mono, que se combina con el verbo moch ‘decir’ del cual ha sido derivado.

| Raíz verbal | PROG | NEG | NML/N/ADJ | PL   | CID   | AUX | PAS   | DCL/INT | Persona |
|             |      |     |           |      |       |     |       |         | -o      |
|             |      |     | Adj/N     |      |       |     |       | -t      | -m/-n   |
|             |      |     |           | -aya | -mono | -ka | -taah |         |         |
| V           | -cha | -in | -no       |      |       |     |       | -ne     | -am/-an |
|             |      | -ir | -a        |      |       |     |       |         | -no(h)  |
|             |      |     | -ich      |      |       |     |       |         | -s      |

| (8) | era                                                    | fuerza-hote-to:  | ya-ache-ki-ka      | mo-no-mono-taah-te    |
|     | yo                                                     | fuerza-POS-PRS.1 | 1SG-padre-GEN-COMP | decir-NML-CID-PAS-DCL |
|     | ‘Se dice que ha dicho “yo tengo fuerza como mi papa”.’ |                  |                    |                       |

- En cuanto a la categoría de modo, en leko se hace uso de sufijos como -kama ‘poder’, -bibi ‘casi’, entre otros, para indicar un evento posible, como se observa en (9). El leko presenta, además, dos formas de imperativo de segunda persona, uno que se dirige a una sola persona y otro que se dirige a varias, como se observa en (10a) y (10b).

| (9) | chika                                         | es-cha-no-te       | lamkas-in-kama-te-am        |
|     | muy                                           | llover-PRS-NML-DCL | trabajar-NEG-capaz-DCL-PL.1 |
|     | ‘Está lloviendo fuerte, no podemos trabajar.’ |                    |                             |

| (10a) | iya              | ta   | bal-a       |
|       | tú               | maíz | sembrar-IMP |
|       | ‘¡Siembra maíz!’ |      |             |

| (10b) | heka                      | ta   | bal-noku       |
|       | tú                        | maíz | sembrar-IMP.PL |
|       | ‘¡Siembren ustedes maíz!’ |      |                |

- Los verbos en leko se pueden combinar, además, con un conjunto de sufijos derivacionales, relacionados al aspecto, como p.ej. el completivo -hi en (11), a distinciones de movimiento, como, por ejemplo, el sufijo modificador de movimiento wari- en (12), y a la valencia, como p.ej. el sufijo recíproco -mo en (13) y el causativo -ki en (14) .

| (11) | yo-moki                                 | warsuch  | tiltil-hi-no-te       |
|      | 1-GEN                                   | pantalón | deshecho-CMPL-NML-DCL |
|      | ‘Mi pantalón se ha roto completamente.’ |          |                       |

| (12) | wotha                       | wonon-wari-no-te                 |
|      | cerro                       | caminar-subir.por.tierra-NML-DCL |
|      | ‘Camina subiendo el cerro.’ |                                  |

| (13) | yobas-aya                                           | yanapas-mo-no-aya-te  | dihwo | bal-ich-ki      |
|      | hombre-PL                                           | ayudar-REC-NML-PL-DCL | maní  | sembrar-INF-DAT |
|      | ‘Los hombres se ayudan entre ellos a sembrar maní.’ |                       |       |                 |

| (14) | o-botha-tha-ki                 | do-ko-ki-a         |
|      | 2-hermano-DIM-DAT              | 3.O-tomar-CAUS-IMP |
|      | ‘¡Hazle tomar a tu hermanito!’ |                    |

- En leko, se observan procesos productivos de reduplicación. Con sustantivos, la reduplicación se puede interpretar como 'un montón/mucho de', con adjetivos, 'un alto grado de', con verbos la interpretación es muy diversa y no siempre transparente; así tenemos, el verbo reduplicado tiltilkach ‘estar deshecho’, derivado de tiltil ‘deshecho’, que expresa un estado o proceso, razón por la cual se combina además con el auxiliar kach ‘estar’.

### La oración
En cuanto a las características de la oración en leko, se puede señalar lo siguiente:
- Como señala van de Kerke (2009: 315), el orden de los constituyentes no es fijo; aunque, por lo general, el sujeto toma la primera posición, sobre todo si se trata de un elemento topicalizado. Además, el objeto suele preceder al verbo, como se observa en (15):

| (15) | hino                                                         | yobas-ne   | palanta | soh-cha-no-te    | moki-a | choswai-ki |
|      | ese                                                          | hombre-TOP | plátano | mirar-PR-NML-DCL | GEN-3  | mujer-DAT  |
|      | ‘Ese hombre está buscando plátano para su esposa (de otro).’ |            |         |                  |        |            |

- El leko es una lengua pro-drop; esto quiere decir que no requiere de un sujeto pronominal explícito, aunque este puede aparecer como en (16) (chera 'nosotros'):

| (16) | chera                                                     | du-kama-tean     | Burua | da-in-tean     | du-ch      |
|      | nosotros                                                  | hablar-poder-1PL | Leko  | querer-NEG-1PL | hablar-INF |
|      | 'Nosotros podemos hablar Leko, pero no queremos hablarlo' |                  |       |                |            |

- En leko, se observan oraciones simples y compuestas (van de Kerke, 2009: 316-324). En cuanto a las oraciones simples, se distinguen diversos tipos , tales como, por ejemplo: oraciones existenciales, como (17), oraciones declarativas, como (18), oraciones interrogativas, ya sean confirmativas, como (19a), o informativas, como (19b), entre otros.

| (17) | aycha         | ne-no-te        |
|      | carne         | existir-NML-DCL |
|      | ‘¡Carne hay!’ |                 |

| (18) | wesra                   | nos   | na-in-tha-te      |
|      | Guanay                  | lejos | estar-NEG-DIM-DCL |
|      | ‘Guanay está cerquita.’ |       |                   |

| (19a) | sok’och              | da-no-ne       | iya-n  |
|       | comida               | querer-NML-INT | tú-INT |
|       | ‘¿Quieres comer tú?’ |                |        |

| (19b) | ha-ne                   | busa-cha-no-n      |
|       | quién-INT               | llegar-PRS-NML-INT |
|       | ‘¿Quién está llegando?’ |                    |

- En cuanto a las oraciones compuestas, se distinguen también diversos tipos: oraciones yuxtapuestas, como (20), oraciones coordinadas, como (21), y oraciones subordinadas (causal, concesiva, temporal, condicional, consecutiva), como (22):

| (20) | on                                        | chelas-no    | yobas-ne   | k’o-in-te     | wet-ra-no-te  |
|      | ese                                       | enfermar-NML | hombre-TOP | comer-NML-DCL | morir-FUT-DCL |
|      | ‘Ese hombre enfermo no come, va a morir.’ |              |            |               |               |

| (21) | on                                                  | chelas-no    | k’o-in-te     | no | ko-in-te      | wet-ra-no-te  |
|      | ese                                                 | enfermar-NML | comer-NML-DCL | no | tomar-NML-DCL | morir-FUT-DCL |
|      | ‘Ese (hombre) enfermo no come ni bebe, va a morir.’ |              |               |    |               |               |

| (22) | ch’epe                                        | yin-soncho-a-ra       | katre-te  | bar-ka-cha-no-to:        |
|      | mal                                           | 1.BEN-enfermar-PF-LOC | catre-LOC | echado-AUX-PRS-NML-PRS.1 |
|      | ‘Porque me siento mal estoy echado en catre.’ |                       |           |                          |

## Vocabulario
Vocabulario leco colectado por Montaño (1989) de los informantes Averari Poroso e Ismael Poroso:

### Numerales
| Número | Español | Leco       |
| ------ | ------- | ---------- |
| 1      | uno     | ber        |
| 2      | dos     | thoy       |
| 3      | tres    | ch’ay      |
| 4      | cuatro  | diray      |
| 5      | cinco   | berch’a    |
| 6      | seis    | ber pajmo  |
| 7      | siete   | thoypajmo  |
| 8      | ocho    | cha'ypajmo |
| 9      | nueve   | berpila    |
| 10     | diez    | periky     |

### Palabras
| Número | Español            | Leco             |
| ------ | ------------------ | ---------------- |
| 1.     | hombre             | waju             |
| 2.     | mujer              | awini            |
| 3.     | cabeza             | waru             |
| 4.     | mano               | bueh             |
| 5.     | estómago           | kitinu           |
| 6.     | ojo                | piru             |
| 7.     | boca               | k’ura            |
| 8.     | pie                | riru             |
| 9.     | hablar             | uruj             |
| 10.    | hinchado           | waju             |
| 11.    | comer              | k’uriraj         |
| 12.    | bailar             | chilchiskui      |
| 13.    | criar              | kiaj             |
| 14.    | puño               | ch’a             |
| 15.    | matar              | wilaraj          |
| 16.    | conocer, saber     | yatij            |
| 17.    | beber              | bukuy            |
| 18.    | trabajar           | sejmukuy         |
| 19.    | querer, desear     | notuj            |
| 20.    | comida             | sokoch           |
| 21.    | ¡salud!            | ¡ver bukuy!      |
| 22.    | ir, caminar        | iriraj           |
| 23.    | yo                 | ira              |
| 24.    | tú                 | iya              |
| 25.    | él                 | jinu             |
| 26.    | nosotros           | chiraya          |
| 27.    | ustedes, vosotros  | hikaya           |
| 28.    | ellos              | hinoaya, hinaya  |
| 29.    | jaguar             | poló             |
| 30.    | pescado            | epa              |
| 31.    | sepe (insecto)     | buja             |
| 32.    | maíz               | tara (ta)        |
| 33.    | chicha             | kati             |
| 34.    | agua               | nduwa            |
| 35.    | palmera (genérico) | salk’a           |
| 36.    | lluvia             | esera            |
| 37.    | cielo              | kauhut           |
| 38.    | sol                | jena             |
| 39.    | luna               | kurea            |
| 40.    | estrella           | pulea            |
| 41.    | fuego              | moah             |
| 42.    | dinero             | kerecha          |
| 43.    | tierra             | lal              |
| 44.    | grande             | mullt’a          |
| 45.    | Dios               | Qaqa (K’ak’a)    |
| 46.    | diablo, malo       | Waq’a            |
| 47.    | genios             | Ankari           |
| 48.    | atado (brujerío)   | k’intu           |
| 49.    | pecado             | jucha (< kichua) |
| 50.    | amuletos           | mullu            |
| 51.    | flecha             | ate              |
| 52.    | si                 | oy, oi           |
| 53.    | no                 | nda en, en       |
| 54.    | todo               | piwke            |
| 55.    | amigo              | bura             |
| 56.    | casa               | auvón            |
| 57.    | hacer              | kiah             |
| 58.    | sentar(se)         | t’erah           |
| 59.    | caer               | noteh            |
| 60.    | mañana             | mijis            |
| 61.    | aquí               | kuy              |
| 62.    | rápido, pronto     | k’atan           |
| 63.    | entonces           | reta             |
| 64.    | ahí, allí          | ni               |

### Sufijos
| Leco | Español          |
| ---- | ---------------- |
| -ri  | y                |
| -ra  | en               |
| -en  | no (privativo)   |
| -se  | no (prohibitivo) |
| -ki  | a, hacia         |
| -aya | s de plural      |
| -kis | con              |
| -tu  | a, al, a la      |

### Frases
| Número | Leco                   | Español                          |
| ------ | ---------------------- | -------------------------------- |
| 1.     | Yu bura laisk’a?       | Cómo estas amigo?                |
| 2.     | Laisk’a tó!            | Estoy bien.                      |
| 3.     | Irarí?                 | Y tú?                            |
| 4.     | Laisk’a                | Bien.                            |
| 5.     | Jira wirijnu ni        | Allá estoy yendo.                |
| 6.     | Ver bukuy!             | Tomaremos (¡Salud!)              |
| 7.     | Kukua sin!             | Nos serviremos!                  |
| 8.     | Baju kitinu!           | Barrigón! (insulto)              |
| 9.     | Mullt’awaru!           | Cabezón!                         |
| 10.    | Kanda uchai sejmukuy.  | Vamos a trabajar allá.           |
| 11.    | Ver kupa ch’illshiskuy | Tomaremos una copa y bailaremos. |

### Artículos
- Adelaar, W. F. H. (1991): "The Endagered Languages Problem: South America", en R:H. Robins & E.M. Uhlenbeck (eds.) Endagered languages, Collection Diogène, Oxford, Berg Publishers, pp. 45-92.
- Van de Kerke, S. (1998): "Verb Formation in Leko: Causatives, Rflexives and Reciprocals", en L. Kulikov & H. Vater Typology of Verbal Categories, Linguistische Arbeitsberichte 382, Tübingen, pp. 105-203.
- Van de Kerke, S. (1996): "A 19th century Christian Doctrine in the Leko language" (enlace roto disponible en Internet Archive; véase el historial, la primera versión y la última).